# Avelãs da Ribeira
Avelãs da Ribeira is een plaats (freguesia) in de Portugese gemeente Guarda en telt 215 inwoners (2001).